# Elatostema molle
Elatostema molle es una especie de planta del género Elatostema, perteneciente a la familia Urticaceae.

## Taxonomía
Elatostema molle fue descrita por Hugh Algernon Weddell en 1856.

## Distribución
Se encuentra en el territorio de Assam, Bangladesh, Península de Malaca y Tailandia.